# Konklawe 1572
Konklawe 12-13 maja 1572 – konklawe, jakie odbyło się po śmierci Piusa V i wybrało na jego następcę Grzegorza XIII. Był to pierwsze konklawe, w którym wziął udział kardynał z Polski. Był nim biskup warmiński Stanisław Hozjusz.

## Śmierć Piusa V
Pius V zmarł 1 maja 1572 roku w wieku 68 lat. Jak dotychczas jest on jedynym kanonizowanym papieżem pomiędzy Celestynem V (pontyfikat 1294, zm. 1296) a Piusem X (pontyfikat 1903-14).

## Lista uczestników
W konklawe wzięło udział 53 z 66 żyjących kardynałów:
- Giovanni Girolamo Morone (nominacja 2 czerwca 1542) – kardynał biskup Ostia e Velletri; dziekan Świętego Kolegium Kardynałów; prefekt Świętej Kongregacji Soborowej; protektor Austrii
- Cristoforo Madruzzo; Kardynał z Trydentu[2] (2 czerwca 1542) – kardynał biskup Porto e Santa Rufina; subdziekan Świętego Kolegium Kardynałów; biskup Brixen; legat apostolski w Gualdo Tadino
- Otto Truchsess von Waldburg; Kardynał z Augsburga[2] (19 grudnia 1544) – kardynał biskup Palestriny; biskup Augsburga; protektor Rzeszy Niemieckiej
- Alessandro Farnese (18 grudnia 1534) – kardynał biskup Frascati; komendatariusz kościoła prezbiterialnego S. Lorenzo in Damaso; archiprezbiter bazyliki watykańskiej; wicekanclerz Świętego Kościoła Rzymskiego; arcybiskup Monreale; komendatariusz opactw terytorialnych Farfa, S. Paolo fuori le mura i Tre Fontane; protektor Polski; legat apostolski w Viterbo; wielki przeor zakonu joannitów w Wenecji
- Giulio Feltre della Rovere; Kardynał z Urbino[2] (27 lipca 1547) – kardynał biskup Sabiny; arcybiskup Rawenny; komendatariusz opactwa terytorialnego S. Cristoforo w Casteldurante
- Giovanni Ricci; Kardynał z Montepulciano[2] (20 listopada 1551) – kardynał biskup Albano; arcybiskup Pizy
- Fulvio della Corgna OSIoHieros; Kardynał z Perugii[2] (20 listopada 1551) – kardynał prezbiter S. Adriano; biskup Perugii
- Scipione Rebiba; Kardynał z Pizy[2] (20 grudnia 1555) – kardynał prezbiter S. Maria in Trastevere; tytularny patriarcha Konstantynopola
- Giacomo Savelli (19 grudnia 1539) – kardynał prezbiter S. Maria in Cosmedin; wikariusz generalny diecezji rzymskiej; administrator archidiecezji Benewentu
- Giovanni Antonio Serbelloni (31 stycznia 1560) – kardynał prezbiter S. Angelo in Pescheria; biskup Novary
- Luigi Cornaro OSIoHieros (20 listopada 1551) – kardynał prezbiter S. Marco; kamerling Świętego Kościoła Rzymskiego
- Alfonso Gesualdo (26 lutego 1561) – kardynał prezbiter S. Cecilia; arcybiskup Conzy
- Stanisław Hozjusz; Kardynał z Warmii[2] (26 lutego 1561) – kardynał prezbiter S. Clemente; ambasador Polski wobec Stolicy Apostolskiej; biskup Warmii
- Antoine Perrenot de Granvelle; Kardynał de Granvelle[2] (26 lutego 1561) – kardynał prezbiter S. Pietro in Vincoli; wicekról Neapolu; arcybiskup Mechelen
- Girolamo di Corregio (26 lutego 1561) – kardynał prezbiter S. Anastasia; arcybiskup Tarentu
- Gianfrancesco Gambara (26 lutego 1561) – kardynał prezbiter S. Prisca; biskup Viterbo
- Karol Boromeusz (31 stycznia 1560) – kardynał prezbiter S. Prassede; arcybiskup Mediolanu; penitencjariusz większy; archiprezbiter bazyliki liberiańskiej; protektor Portugalii i zakonu joannitów
- Markus Sitticus von Hohenems; Kardynał z Konstancji[2] (26 lutego 1561) – kardynał prezbiter S. Giorgio in Velabro; biskup Konstancji; archiprezbiter bazyliki laterańskiej; gubernator Capranici
- Niccolò Caetani; Kardynał Sermoneta[2] (22 grudnia 1536) – kardynał prezbiter S. Eustachio; arcybiskup Kapui
- Ippolito d’Este; Kardynał z Ferrary[2] (20 grudnia 1538) – kardynał prezbiter S. Maria Nuova; protektor Francji; gubernator Tivoli
- Innico d’Avalos d’Aragona OSIacobis; Kardynał d’Aragona[2] (26 lutego 1561) – kardynał prezbiter S. Lorenzo in Lucina; biskup Mileto
- Francisco Pacheco de Toledo; Kardynał z Burgos[2] (26 lutego 1561) – kardynał prezbiter S. Croce in Gerusalemme; biskup Burgos; protektor Hiszpanii; kamerling Świętego Kolegium Kardynałów
- Marco Antonio Colonna (12 marca 1565) – kardynał prezbiter Ss. XII Apostoli; arcybiskup Salerno; komendatariusz opactwa terytorialnego Subiaco
- Tolomeo Gallio; Kardynał z Como[2] (12 marca 1565) – kardynał prezbiter S. Agata in Suburra; arcybiskup Manfredonii
- Prospero Santacroce (12 marca 1565) – kardynał prezbiter S. Maria degli Angeli; biskup Kisamos; administrator archidiecezji Arles
- Marcantonio Bobba (12 marca 1565) – kardynał prezbiter S. Silvestro in Capite; biskup Aosty; komendatariusz opactw terytorialnych Caramagna Piemonte, S. Giusto di Susa i S. Maria di Pinerolo
- Ugo Buoncompagni (12 marca 1565) – kardynał prezbiter S. Sisto; prefekt Sygnatury Brewe Apostolskich
- Alessandro Sforza; Kardynał S. Fiora (12 marca 1565) – kardynał prezbiter S. Maria in Via; biskup Parmy; legat apostolski w Bolonii i Romanii
- Flavio Orsini (12 marca 1565) – kardynał prezbiter S. Marcellino e Pietro; biskup Spoleto; administrator archidiecezji Cosenzy
- Alessandro Crivelli (12 marca 1565) – kardynał prezbiter S. Maria in Aracoeli
- Guido Luca Ferrero; Kardynał z Vercelli[2] (12 marca 1565) – kardynał prezbiter Ss. Vito e Modesto; biskup Vercelli; komendatariusz opactwa terytorialnego Chiusa di S. Michele
- Benedetto Lomellini (12 marca 1565) – kardynał prezbiter S. Sabina; biskup Anagni; legat apostolski w Kampanii
- Guglielmo Sirleto (12 marca 1565) – kardynał prezbiter S. Lorenzo in Panisperna; biskup Squillace; bibliotekarz Świętego Kościoła Rzymskiego
- Gabriele Paleotti (12 marca 1565) – kardynał prezbiter Ss. Giovanni e Paolo; biskup Bolonii
- Michele Bonelli OP; Kardynał z Alessandrii[2] (6 marca 1566) – kardynał prezbiter S. Maria sopra Minerva; superintendent generalny Państwa Kościelnego; wielki przeor zakonu joannitów w Rzymie
- Ludovico Madruzzo; Kardynał Madruzzo[2] (26 lutego 1561) – kardynał prezbiter S. Onofrio; biskup Trydentu
- Francesco Alciati; Kardynał z Città[2] (12 marca 1565) – kardynał prezbiter S. Maria in Portico; biskup Città
- Gianpaolo Della Chiesa (24 marca 1568) – kardynał prezbiter S. Pancrazio; prefekt Trybunału Sygnatury Sprawiedliwości
- Marco Antonio Maffei; Kardynał z Chieti[2] (17 maja 1570) – kardynał prezbiter S. Callisto
- Pier Donato Cesi; Kardynał z Narni[2] (17 maja 1570) – kardynał prezbiter S. Vitale
- Charles d’Angennes de Rambouillet (17 maja 1570) – kardynał prezbiter S. Eufemia; ambasador Francji wobec Stolicy Apostolskiej; biskup Le Mans
- Felice Peretti de Montalto OFMConv; Kardynał Montalto[2] (17 maja 1570) – kardynał prezbiter S. Girolamo degli Schiavoni; biskup Fermo
- Giovanni Aldobrandini (17 maja 1570) – kardynał prezbiter S. Simeone; biskup Imoli
- Girolamo Rusticucci (17 maja 1570) – kardynał prezbiter S. Susanna; główny sekretarz papieski; biskup Senigalli
- Archangelo de’ Bianchi OP; Kardynał z Teano[2] (17 maja 1570) – kardynał prezbiter S. Cesareo in Palatio; biskup Teano
- Paolo Burali d’Arezzo CRT; Kardynał z Arezzo[2] (17 maja 1570) – kardynał prezbiter S. Pudenziana; biskup Piacenzy
- Vincenzo Giustiniani OP (17 maja 1570) – kardynał prezbiter S. Nicolo fra le Immagini
- Gian Girolamo Albani (17 maja 1570) – kardynał prezbiter Ss. Giovanni a Porta Latina
- Girolamo Simoncelli (22 grudnia 1553) – kardynał diakon Ss. Cosma e Damiano; administrator diecezji Orvieto
- Ludovico d’Este; Kardynał d’Este[2] (26 lutego 1561) – kardynał diakon S. Lucia in Silice; administrator archidiecezji Auch i diecezji Ferrary
- Ferdinando de’ Medici (6 stycznia 1563) – kardynał diakon S. Maria in Domnica
- Antonio Carafa (24 marca 1568) – kardynał diakon S. Eusebio; prefekt Trybunału Sygnatury Łaski
- Giulio Acquaviva d’Aragona (17 maja 1570) – kardynał diakon S. Teodoro

Czternastu elektorów mianował Pius V, dwudziestu sześciu Pius IV, jednego papież Paweł IV, czterech Juliusz III, a ośmiu papież Paweł III.

### Nieobecni
Trzynastu kardynałów nie brało udziału w elekcji:
- Georges d’Armagnac (19 grudnia 1544) – kardynał prezbiter S. Nicola in Carcere Tulliano; protoprezbiter Świętego Kolegium Kardynałów; administrator archidiecezji Tuluzy; kolegat apostolski w Awinionie; królewski gubernator Langwedocji
- Henryk z Portugalii; Kardynał z Lizbony[2] (16 grudnia 1545) – kardynał prezbiter Ss. IV Coronati; generalny inkwizytor Portugalii; legat papieski w Portugalii; regent Królestwa Portugalii
- Charles de Lorraine-Guise (27 lipca 1547) – kardynał prezbiter S. Apollinare; arcybiskup Reims; komendatariusz opactwa terytorialnego Cluny
- Charles de Bourbon-Vendôme (9 stycznia 1548) – kardynał prezbiter S. Crisogono; arcybiskup Rouen; administrator diecezji Beauvais; legat apostolski w Awinionie; komendatariusz opactwa terytorialnego Saint-Pierre-de-Corbie
- Zaccaria Delfino (12 marca 1565) – kardynał prezbiter S. Maria in Aquiro; biskup Hvar
- Giovanni Francesco Commendone (12 marca 1565) – kardynał prezbiter S. Ciriaco e Ss. Quirico e Giulitta
- Antoine de Créqui Canaples (12 marca 1565) – kardynał prezbiter S. Trifonio; biskup Amiens
- Louis de Guise (22 grudnia 1553) – kardynał prezbiter S. Tommaso in Parione; biskup Metz
- Diego Espinosa Arévalo; Kardynał z Sigüenzy[2] (24 marca 1568) – kardynał prezbiter S. Stefano al Monte Celio; biskup Sigüenzy; wielki inkwizytor Hiszpanii
- Gaspar Cervantes de Gaete; Kardynał z Tarragony[2] (17 maja 1570) – kardynał prezbiter S. Balbina; arcybiskup Tarragony
- Giulio Antonio Santori; Kardynał z S. Severina[2] (17 maja 1570) – kardynał prezbiter S. Bartolomeo all’Isola; arcybiskup Santa Severina
- Nicolas de Pellevé; Kardynał z Sens[2] (17 maja 1570) – kardynał prezbiter bez tytułu; arcybiskup Sens
- Innocenzo Ciocchi del Monte; Kardynał del Monte[2] (30 maja 1550) – kardynał diakon S. Maria in Via Lata; protodiakon Świętego Kolegium Kardynałów

Czterech mianował Paweł III, dwóch Juliusz III, trzech Pius IV i czterech Pius V.

## Frakcje i kandydaci
Święte Kolegium było podzielone na kilka frakcji:
- Farnesianie – czyli nominaci Pawła III, kierowani przez wnuka tego papieża Alessandro Farnese: Savelli, Paleotti, Orsini, Corregio, Gambara, Caetani i della Rovere
- Julianie – czyli nominaci Juliusza III: della Corgna, Ricci, Cornaro, Simoncelli
- Partia siostrzeńców Piusa IV, Borromeo i Hohenemsa, grupująca nominatów tego papieża: Serbelloni, Gallio, Alciati, Sirleto, Gesualdo, Lomellini, Ferrero, Bobba, Boncompagni, Crivelli, Santacroce, Hozjusz i Morone
- Partia kardynała Bonelli, prasiostrzeńca Piusa V, grupująca jego nominatów: della Chiesa, Maffei, Cesi, Montalto, Aldobrandini, Rusticucci, Giustiniani, Burali, Bianchi, Albani, Carafa i Rebiba
- Stronnictwo hiszpańskie – Granvelle, Pacheco, Truchsess, Cristoforo i Ludovico Madruzzo, Medici, Sforza, Colonna, Avalos, Acquaviva
- Stronnictwo francuskie – Ippolito i Luigi d’Este, Rambouillet

Za głównego faworyta uważano początkowo Alessandro Farnese, któremu jednak sprzeciwiały się Hiszpania i Toskania. Wśród potencjalnych następców Piusa V wymieniano także m.in. kardynałów Ricci, Savelli, Correggio, Boncompagni, Rebiba, Sirleto, Albani i Burali.

## Przebieg konklawe
Konklawe rozpoczęło się 12 maja mszą do Ducha Świętego z udziałem 52 kardynałów. Jeszcze tego samego dotarł kardynał Granvelle. Pomimo podziałów istniejących w Kolegium Kardynalskim było jednym z najkrótszych w historii. Ponieważ kardynał Granvelle niemal od razu po wejściu na konklawe poinformował Alessandro Farnese, że król Hiszpanii nie akceptuje jego kandydatury, ten zrezygnował z kandydowania. Następnie doszło do konsultacji liderów głównych frakcji tj. Farnese, Granvelle, Bonellego i Boromeusza, w wyniku których uzgodniono kandydaturę 70-letniego kardynała Ugo Boncompagni. W pierwszym głosowaniu 13 maja 1572 uzyskał on wszystkie głosy oprócz własnego, który oddał na kardynała Granvelle. Boncompagni zaakceptował wybór, przyjmując imię Grzegorza XIII.

### Uzupełniające źródła internetowe
- The Cardinals of the Holy Roman Church
- Sede Vacante 1572
- Vatican History. vaticanhistory.de. [zarchiwizowane z tego adresu (2005-05-17)].